# Ardmore (Oklahoma)
Ardmore is een plaats (city) in de Amerikaanse staat Oklahoma, en valt bestuurlijk gezien onder Carter County.

## Demografie
Bij de volkstelling in 2000 werd het aantal inwoners vastgesteld op 23.711.
In 2006 is het aantal inwoners door het United States Census Bureau geschat op 24.535, een stijging van 824 (3,5%).

## Geografie
Volgens het United States Census Bureau beslaat de plaats een oppervlakte van
129,5 km², waarvan 127,2 km² land en 2,3 km² water.

## Plaatsen in de nabije omgeving
De onderstaande figuur toont nabijgelegen plaatsen in een straal van 24 km rond Ardmore.

## Geboren in Ardmore
- Lori Spee (1946), Amerikaans-Nederlandse zangeres
- John Hinckley jr. (1955), crimineel